# Ibrahim Ismail Chundrigar
Ismail Ibrahim Chundrigar (in urdu اسماعیل ابراہیم چندریگر; Ahmedabad, 15 aprile 1898 – Londra, 26 settembre 1960) è stato un politico pakistano.

## Biografia
È stato Primo ministro del Pakistan per circa due mesi, dall'ottobre al dicembre 1957.
Dal novembre 1951 al maggio 1953 è stato Governatore del Punjab, mentre dal febbraio 1950 al novembre 1951 era stato Governatore del Khyber Pakhtunkhwa.